# Jérôme Schneider
Pour les articles homonymes, voir Schneider.
Jérôme Schneider est un footballeur suisse, né le 4 novembre 1981 à Neuchâtel, qui évolue au poste de milieu de terrain.
Jérôme Schneider joue à compter de 2015 avec le FC Colombier.